# Venerando Ribeiro da Silva
Venerando Ribeiro da Silva (Baependi, 14 de outubro de 1814 - 17 de abril de 1876)  foi um Político, Fazendeiro e Promotor de Justiça brasileiro, conhecido por ser um dos fundadores do município de Mococa.

## Vida
Venerando é filho do Capitão Félix Ribeiro da Silva e Teresa Mendes do Nascimento, neto paterno de João Ribeiro da Silva e Maria Branca Leme da Silva, neto materno de Bento Manoel do Nascimento e Teresa Gonçalves de Jesus. Teve 10 filhos, 3 com Messia Honória Nogueira e 7 com Ana Teodora de Jesus. Foi o responsável pelo desenho do traçado urbano de Mococa e por solicitar formalmente a criação do povoado, inicialmente chamado São Sebastião da Boa Vista.
Foi ativo colaborador do Correio Paulistano, publicando diversas cartas abertas a Dom Pedro II, onde exaltava os agricultores, o investimento de ferrovias e clamava por auxílio na região. 